# Pont-sur-Seine
Pont-sur-Seine é uma comuna francesa na região administrativa de Grande Leste, no departamento de Aube. Estende-se por uma área de 16,15 km². Em 2010 a comuna tinha 1 181 habitantes (densidade: 73,1 hab./km²).